# Vizma Belševica
Vizma Belševica (Riga, 30 maggio 1931 – 6 agosto 2005) è stata una poetessa, scrittrice e traduttrice lettone.
È stata nominata per il Premio Nobel per la letteratura.

## Biografia
Vizma Belševica nacque a Riga, in una famiglia povera, in quanto solo uno dei due coniugi svolgeva un lavoro retribuito: il padre Žanis Belševics era un operaio, mentre la madre Vera Belševica (nome da nubile: Vera Cīrule) era una casalinga. Il padre di Vizma aveva problemi con l'alcol, che si aggravarono quando, durante la Grande Depressione, perse il lavoro come fornaio.
Nata nella Riga pre-bellica, allora capitale della Lettonia democratica, Vizma Belševica vi trascorse la maggior parte della propria infanzia. La città è spesso presente nelle sue opere - in particolare in quella più famosa, la trilogia autobiografica Bille -, ma il tempo trascorso in Curlandia, nella piccola fattoria dei suoi genitori, ha un ruolo altrettanto importante nella sua poesia e nei suoi scritti.
Suo figlio Klāvs Elsbergs (1959 – 1987) fu un famoso poeta lettone negli anni '80, ed anche il suo secondo figlio Jānis è uno scrittore.

## Riconoscimenti
Nonostante la mancata vittoria del premio Nobel (per cui fu nominata più volte), il lavoro di Belševica venne riconosciuto e premiato: ricevette due volte il Premio Spidola, ovvero il più alto riconoscimento nella letteratura lettone; il 6 dicembre 1990 fu eletta membro onorario dell'Accademia lettone delle scienze; ricevette inoltre i premi Andrejs Upītis Prize (1982), E. Forset Prize (Svezia, 1992), Karl Gopper Prize (1993), Thomas Tranströmer Prize (Svezia, 1999) e Literature of the Year Prize (2002, 2004).
Belševica ricevette inoltre il più alto riconoscimento dello Stato lettone, vale a dire l'Ordine delle Tre Stelle.

## Opere
Vizma Belševica pubblicò le sue prime poesie nel 1947, mentre la prima raccolta apparve nel 1955. Le raccolte di poesie più importanti sono Jūra deg (1966), Gadu gredzeni (1969), Madarās (1976), Kamola tinēja (1981) e Dzeltu laiks (1987).
Le sue raccolte di racconti sono invece: Ķikuraga stāsti (1965), Nelaime mājās (1979), Lauztā sirds uz goda dēļa (1997).
Durante il periodo post-sovietico, Belševica scrisse inoltre tre libri semi-autobiografici: storie sulla ragazza Bille, seguendo la sua vita dalla fine degli anni '30, durante il primo anno dell'occupazione sovietica della Lettonia (1940–41), l'occupazione nazista (1941– 45), e i primi anni del dopoguerra sotto il regime di Stalin: Bille (Bille, 1992, 95), Bille un karš (titolo iniziale: Bille dzīvo tālāk, 1996), Billes skaistā jaunība (1999). La sua prima edizione è stata pubblicata dall'editore lettone Mežābele nel 1992 negli Stati Uniti e solo nel 1995 in Lettonia. Ora questa trilogia è stata riconosciuta come una delle opere più importanti della letteratura lettone di tutti i tempi. È stato tradotto in svedese, ma non in inglese.
La poesia e la narrativa di Belševica sono state tradotte in circa 40 lingue.
Nell'Unione Sovietica degli anni '60 -'80, diversi suoi libri di poesia furono pubblicati in russo, bielorusso e armeno. Le sue poesie sono state tradotte in inglese da Inara Cedrins per l'antologia Contemporary Latvian Poetry, pubblicata dalla University of Iowa Press nel 1983. Dagli anni '80 in poi, Belševica è stata regolarmente presente sulla scena letteraria svedese (tradotta da Juris Kronbergs), dove i libri delle sue poesie e le storie di Bille hanno riscosso un grande successo sia di critica che di pubblico. Le sue Poesie Selezionate sono state pubblicate anche in Norvegia, Danimarca e Islanda, mentre i Racconti Selezionati, in Russia, Georgia e Germania. La traduzione russa della trilogia di Bille è stata pubblicata a Riga, in Lettonia (le prime due parti in un unico volume nel 2000, e l'ultima nel 2002), mentre il primo volume è stato pubblicato in finlandese nel 2019.
Nei propri lavori, Vizma Belševica ha più volte criticato la situazione delle nazioni oppresse nell'Unione Sovietica, motivo per cui, dal 1971 al 1974, non le è stato più permesso di pubblicare, ed il suo nome non poteva essere menzionato dai media. Gli agenti del KGB hanno inoltre perquisito il suo appartamento due volte, confiscando manoscritti e appunti.